# Casa Rita Torrents
La Casa Rita Torrents és un edifici situat al carrer Pedró de la Creu, número 11, del barri de Sarrià de Barcelona.
D'estil entre el noucentisme i el modernisme, és un edifici entre mitgeres, de planta baixa i dues plantes d'altura, destinat a habitatge. Va ser projectat per l'arquitecte Marcel·lià Coquillat i Llofriu el 1914. A la façana destaquen la tribuna de la segona planta, sostinguda per unes fines columnes, la barana de forja del balcó corregut de la primera planta i els esgrafiats de la part superior de les finestres dels balcons, amb motius florals, simulant guardapols.